# Tauschia filiformis
Tauschia filiformis là một loài thực vật có hoa trong họ Hoa tán. Loài này được (J.M. Coult. & Rose) J.M. Coult. & Rose miêu tả khoa học đầu tiên năm 1900.